# كارلوس دلغادو شالبود
كارلوس دلغادو شالبود (بالإسبانية: Carlos Delgado Chalbaud) (و. 1909 – 1950 م) هو سياسي من فنزويلا . ولد في كراكاس . تولى منصب رئيس فنزويلا (24 نوفمبر 1948–13 نوفمبر 1950) .
توفي في كراكاس .بسبب قتل .
| المناصب السياسية | المناصب السياسية         | المناصب السياسية |
| ---------------- | ------------------------ | ---------------- |
| سبقه             | رئيس فنزويلا 1948 - 1950 | تبعه             |